# Alpi slovene
Le Alpi slovene sono la parte delle Alpi orientali che interessano la Slovenia, poste ad oriente delle ultime propaggini delle Alpi italiane e ad sud-est di quelle austriache, coprendo la parte nord del paese. Oltre alla parte alpina vi sono anche settori prealpini. La Sella di Godovič separa le Alpi dalle Alpi Dinariche.

## Classificazioni

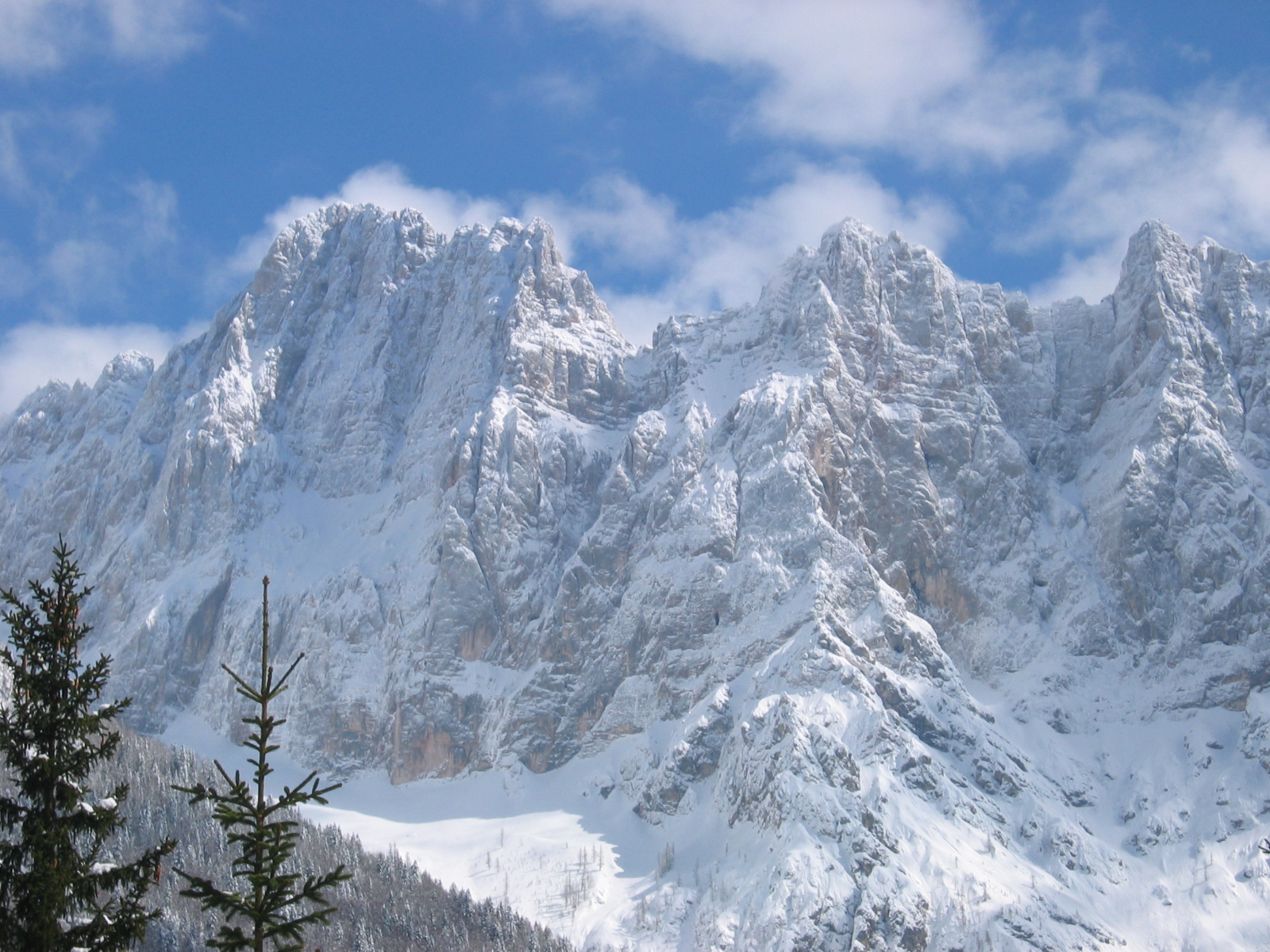
Monte Škrlatica

La Partizione delle Alpi considera il Carso come una parte del sistema alpino. Secondo la SOIUSA, invece, esso non fa parte delle Alpi.
Nella SOIUSA viene introdotta una nuova sezione sezione alpina, denominata Prealpi Slovene, che raggruppa gruppi montuosi inseriti precedentemente in altre sezioni oppure non considerati a sé stanti.

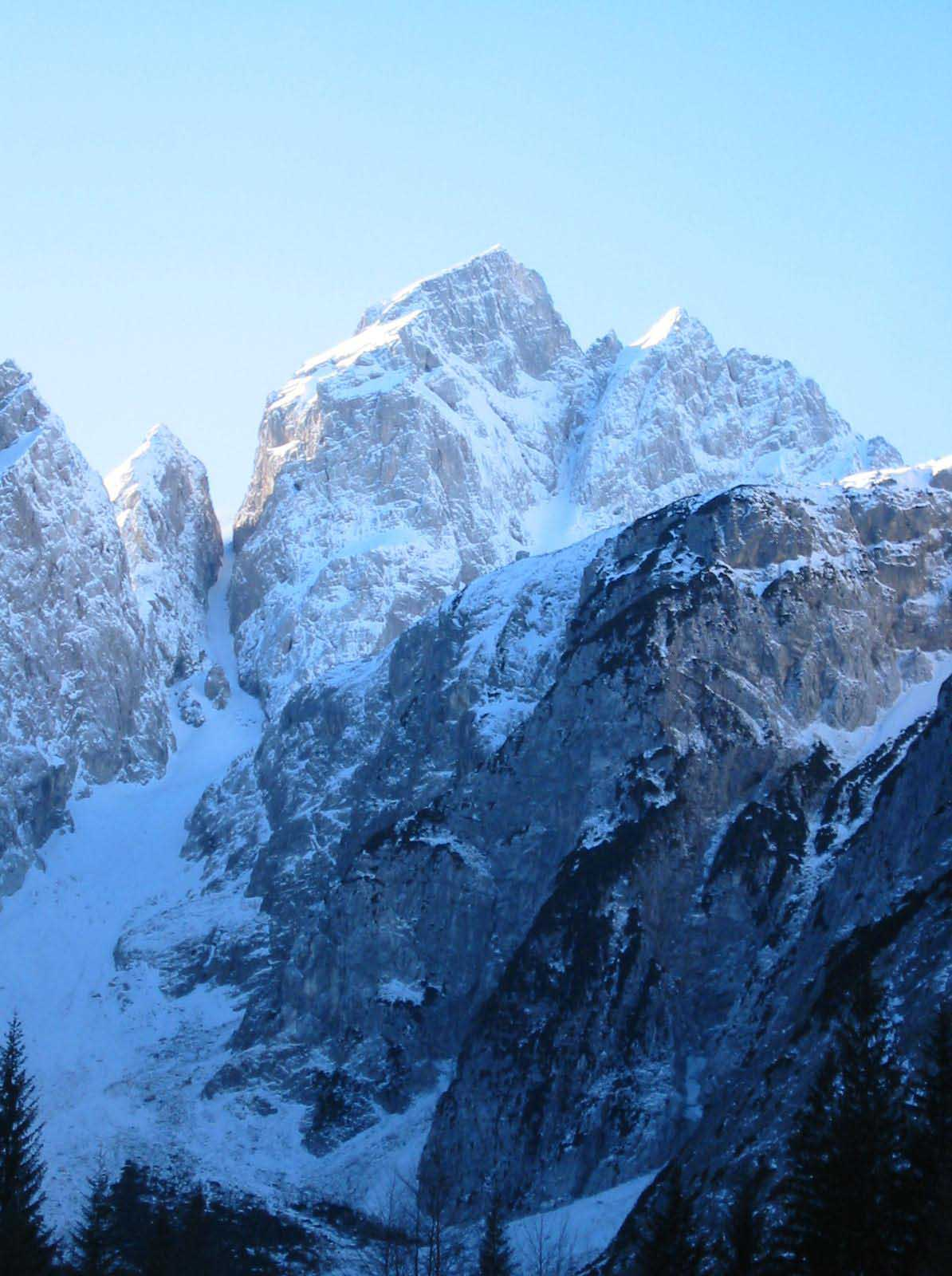
Jalovec

## Sezioni alpine
La SOIUSA individua le seguenti sezioni e sottosezioni che sono totalmente o parzialmente in Slovenia:
- Alpi e Prealpi Giulie
  - Alpi Giulie
  - Prealpi Giulie
- Alpi di Carinzia e di Slovenia
  - Caravanche[1]
  - Alpi di Kamnik e della Savinja
- Prealpi Slovene
  - Prealpi Slovene occidentali
  - Prealpi Slovene orientali
  - Prealpi Slovene nord-orientali

## Galleria d'immagini

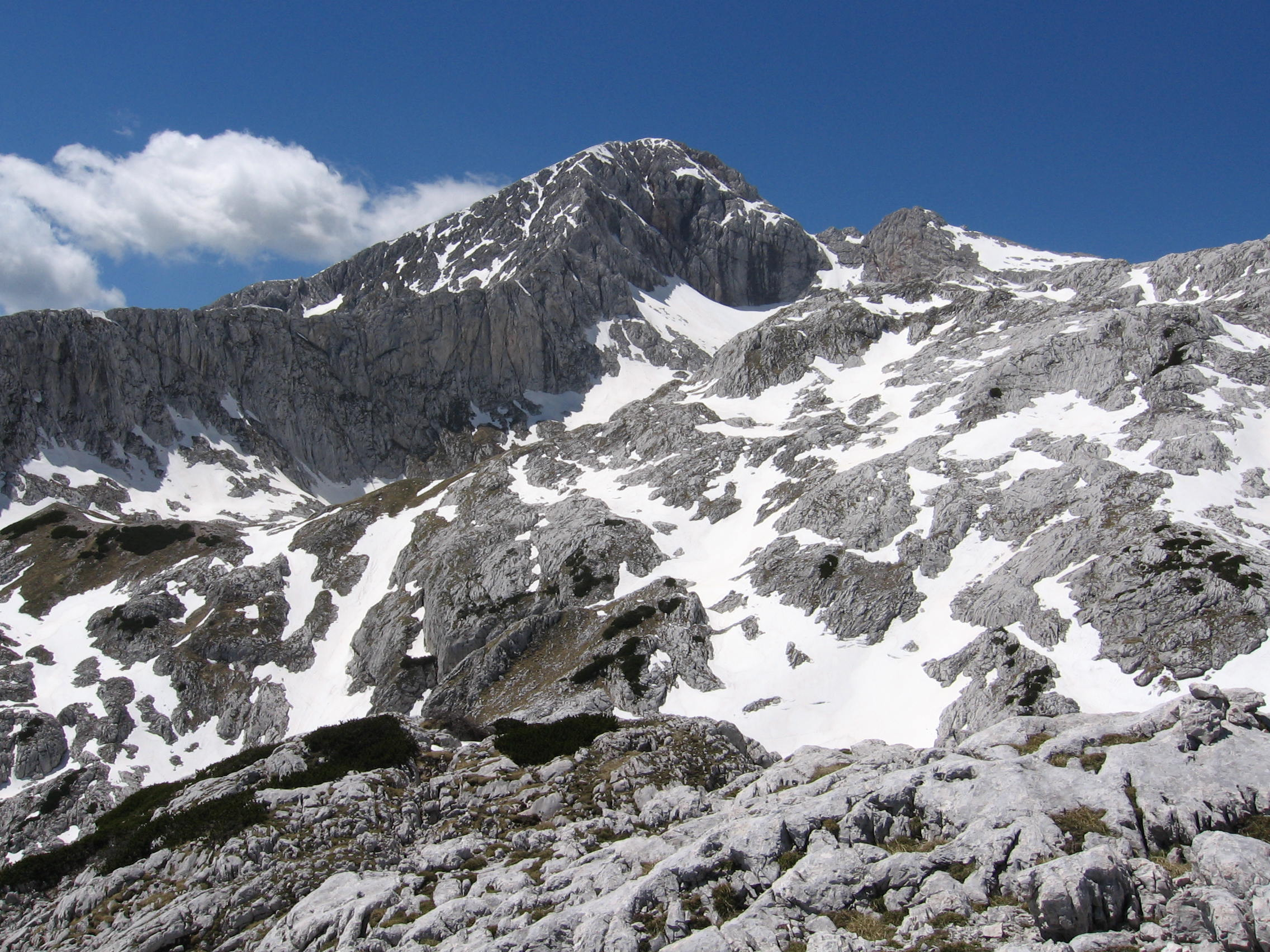
Grintovec
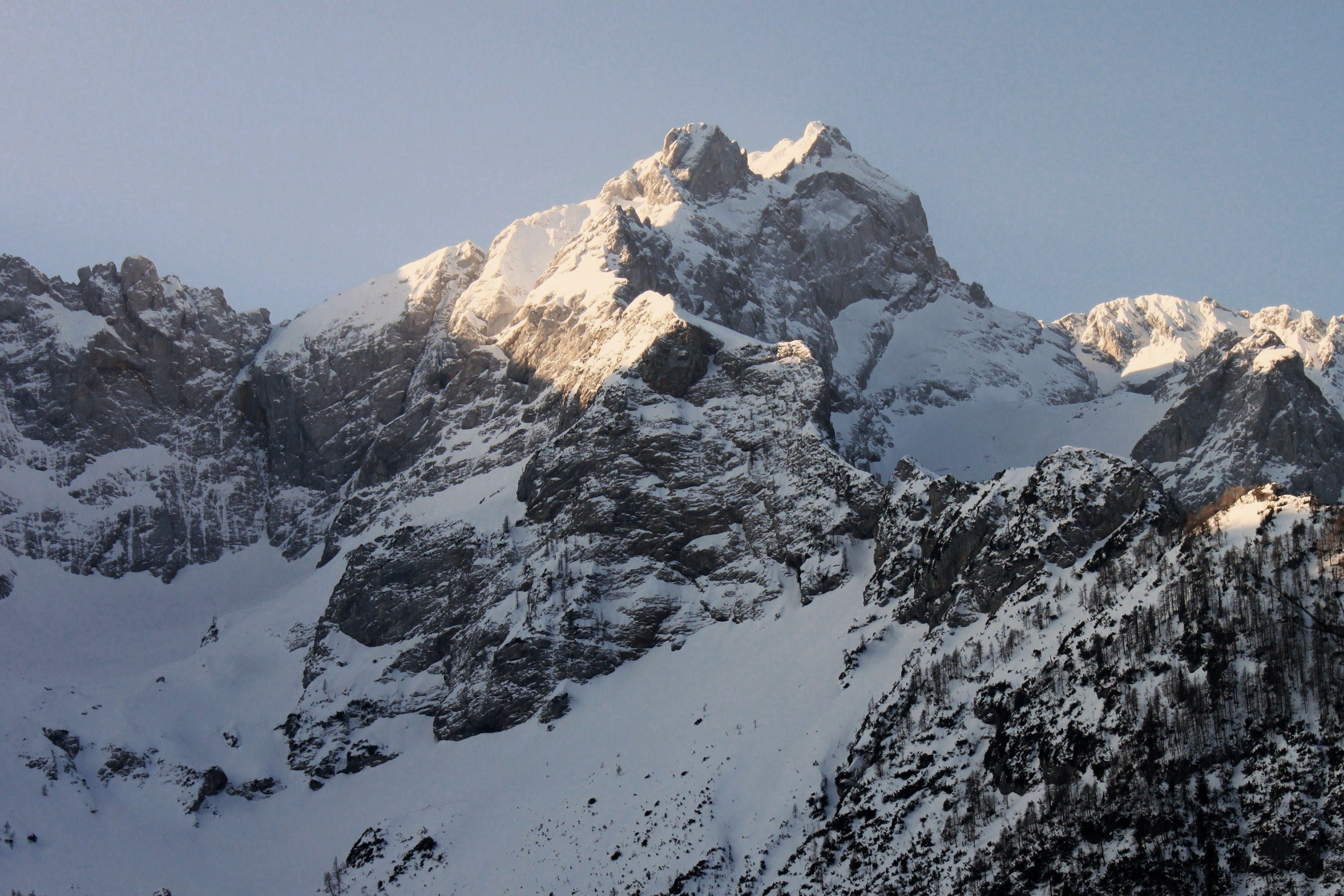
Jezerska Kočna
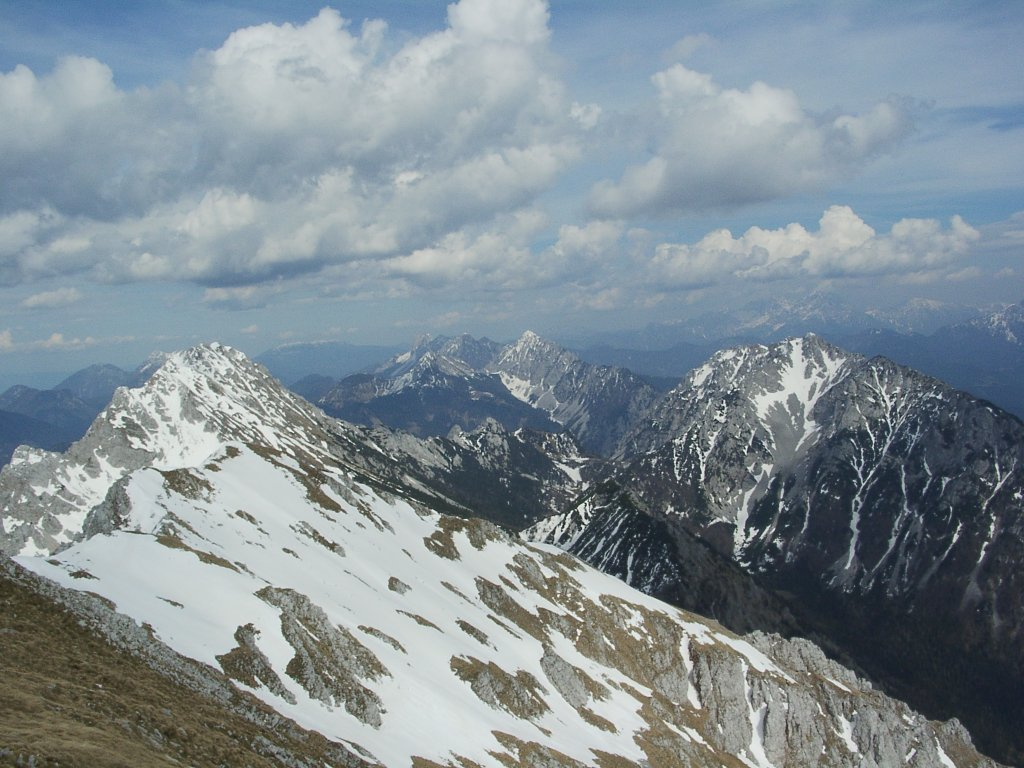
Caravanche
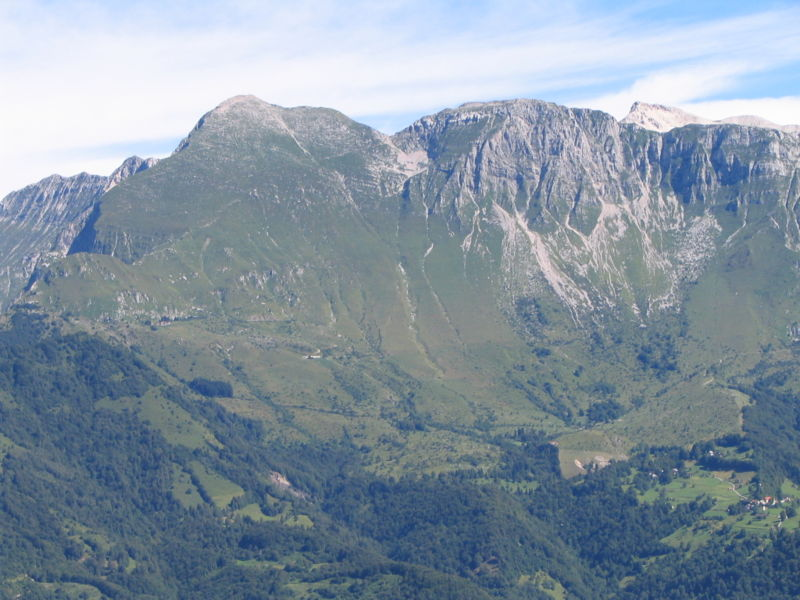
Monte Nero
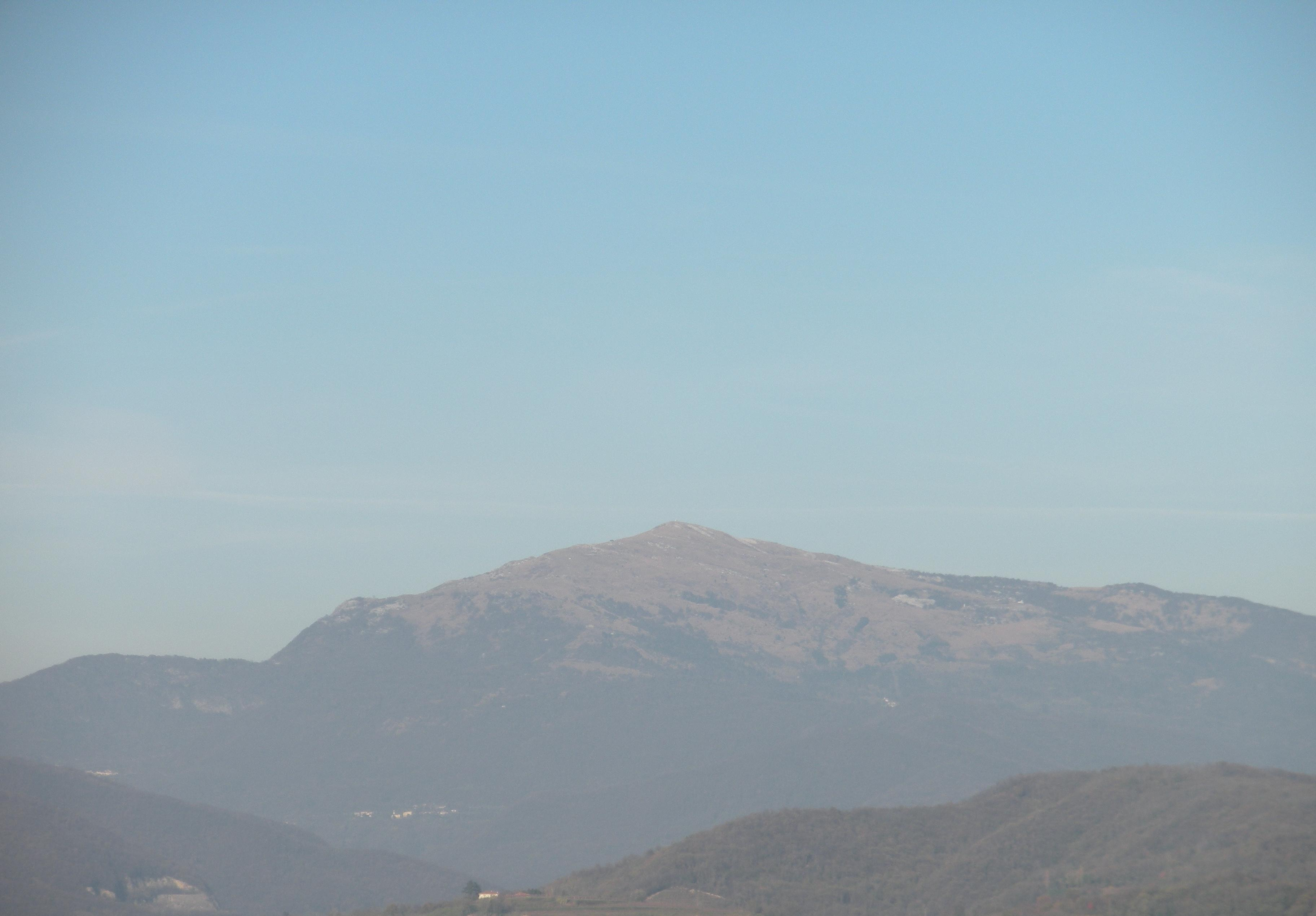
Matajur